# Хасанов, Гадо
Гадо Хасанов (род. 1929 год) — бригадир овощеводческой бригады колхоза «Орджоникидзеабадский» Орджоникидзеабадского района Таджикской ССР. Герой Социалистического Труда (1971).
Бригада под руководством Гадо Хасанова досрочно выполнила коллективное социалистическое обязательство и плановые задания Восьмой пятилетки (1966—1970) по овощеводству. Указом Президиума Верховного Совета СССР от 8 апреля 1971 года удостоен звания Героя Социалистического Труда «за выдающиеся успехи, достигнутые в развитии сельскохозяйственного производства и выполнении пятилетнего плана продажи государству продуктов земледелия и животноводства» с вручением ордена Ленина и золотой медали Серп и Молот.